# Louis Sharp
Louis Sharp, né le 11 mai 2007 à Nottingham (Royaume-Uni), est un pilote automobile néo-zélandais. En 2024, il participe au championnat de Formule 3 britannique.

## Vie personelle
Né à Nottingham le 11 mai 2007, Louis Sharp passe les premières années de sa vie à Newark-on-Trent avant de déménager à Christchurch, en Nouvelle-Zélande où il étudie au St bede's College. Il retourne ensuite au Royaume-Uni pour commencer sa carrière de pilote et participer au Championnat de Grande-Bretagne de Formule 4.

## Biographie

### Karting
L'intérêt de Sharp pour le karting débute en 2014 après avoir roulé sur une piste de karting locale. Il dispute ses premières compétitions à l'âge de six ans dans le National Schools Championship où il termine dix-huitième dans la catégorie cadets. L'année suivante, il termine troisième dans cette même classe puis deux ans plus tard, il remporte enfin le titre de champion dans la catégorie cadets ainsi que le Sievwright Kartsport National Championship dans cette même catégorie. En 2018, il termine deuxième du championnat national de karting dans la catégorie Mini ROK avant de remporter le titre l'année suivante,.
Ses résultats attirent l'attention de David Dicker, directeur de Rodin Motorsport. Il décide alors de soutenir le Néo-Zélandais pour l'ensemble de sa carrière et lui assurer son passage en monoplace.

### Débuts en monoplace
Louis Sharp commence sa carrière en monoplace en 2020, dans le championnat de Formula First Winter Series où il remporte une victoire et monte sur six podiums. Il se classe cinquième du championnat avec 375 points. L'année suivante, il participe au championnat de Formula First Nouvelle-Zélande, où il termine sixième du championnat avec 993 points marqués et un podium décroché,.
Durant l'hiver 2021-2022, il dispute le championnat de Formule 1600 - South Island Series où il remporte six victoires, décroche deux pole positions et monte sur 10 podiums, ce qui lui permet de sa classer cinquième du championnat avec 747 points. Alors qu'il est en tête du championnat, il reçoit un appel de Carlin Motorsport qui lui propose de participer au championnat de Formule 4 britannique.

### Formule 4 britannique

#### 2022

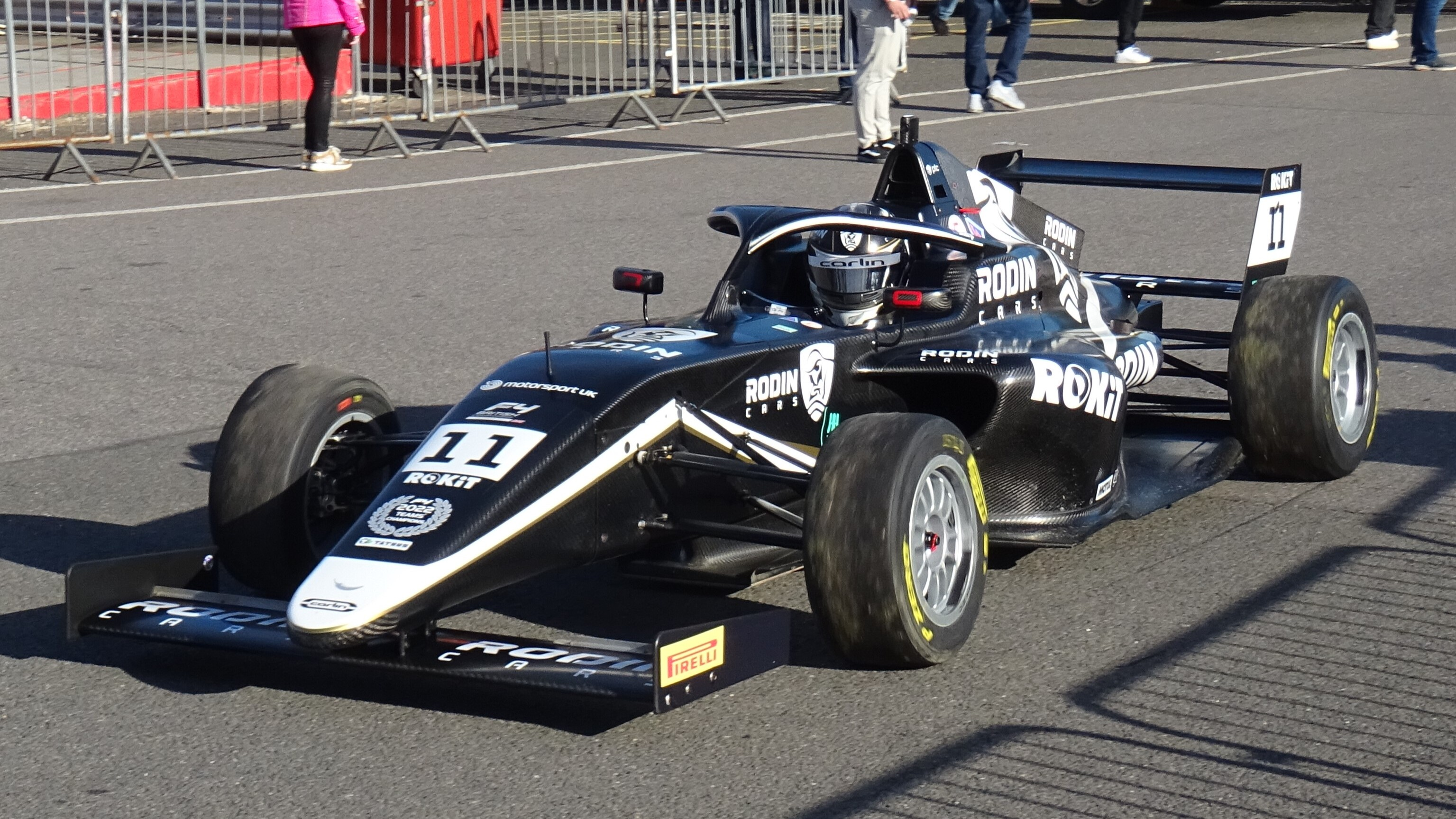
Louis Sharp en Formule 4 britannique en 2022 à Brands Hatch.

Louis Sharp rejoint le Championnat de Grande-Bretagne de Formule 4 pour la saison 2022 où il signe chez Carlin Motorsport aux côtés de Ugo Ugochukwu et de Oliver Gray. Il ne participe pas à la première manche de Donington Park car étant âgé de 14 ans, il n'a pas l'âge réglementaire pour participer à une compétition de Formule 4 (15 ans). Lors de ses deux premières manches, il décroche deux podiums (troisième lors de la troisième course 3 manches de Brands Hatch et de Thruxton). Il décroche ensuite trois podiums lors de la manche d'Oulton Park, dont sa première victoire lors de la troisième course. Lors de la cinquième manche disputée sur le Circuit de Croft, il décroche une deuxième place lors de la troisième course. A Knockhill et à Snetterton, Il entre régulièrement dans les points, mais cette série s'achève sur un accrochage avec Aiden Neate durant la troisième course alors qu'il se bat pour un nouveau top 10.
Sharp décroche deux autres troisième places lors des premières et troisièmes courses lors de la manche de Thruxton. A Silverstone, il remporte sa deuxième victoire de la saison à la suite d'une pénalité infligée à Oliver Gray, vainqueur initial. Il se qualifie ensuite troisième grâce à la grille inversée mais cale sur la grille de départ et abandonne. Lors de la première course de la dernière manche à Brands Hatch, alors qu'il se bat avec son coéquipier Ugochukwu pour la quatrième place, il est victime d'un début d'incendie et saute de sa voiture qui commence à prendre feu. Les deux autres manches se passent mieux : il termine successivement troisième puis deuxième. Il se classe quatrième du championnat avec 272 points, derrière ses coéquipiers malgré son absence lors de la manche inaugurale. Grâce à son double podium lors de la dernière manche, il récupère la quatrième place du championnat face à Joseph Loake pour un point d'avance.

#### 2023
En novembre 2022, Sharp participe au Trophy Round du championnat des Émirats arabes unis organisé en marge du Grand Prix d'Abou Dabi, toujours avec Carlin, et remporte les deux courses du week-end,. Il dispute une deuxième saison dans le championnat britannique, toujours avec Carlin, avec pour ambition de remporter le titre. Ses coéquipiers sont cette fois-ci Noak Lisle et Josh Irfan,. Il démarre sa saison par une double victoire lors des deux premières courses de la manche d'ouverture à Donington Park,. Après un long combat avec William Macintyre tout au long de la saison au cours de laquelle il reporte quatre autres victoires et monte sur un total de 14 podiums, il remporte le titre de champion avec un total de 384 points,,. Grâce à ce titre, Sharp gagne une séance d'essai dans le simulateur de l'écurie Mercedes Grand Prix.
Louis Sharp est élu pilote de course national 2023 par le magazine Motorsport News, ce qui fait de lui le plus jeune pilote à recevoir ce prix et devient le premier pilote non-européen à remporter ce championnat. Il reçoit également le prix Henry Surtees, décerné par le British Racing Drivers Club pour la performance la plus remarquable réalisée par un pilote membre du BRDC Rising Stars,,.

### Formule 3 britannique

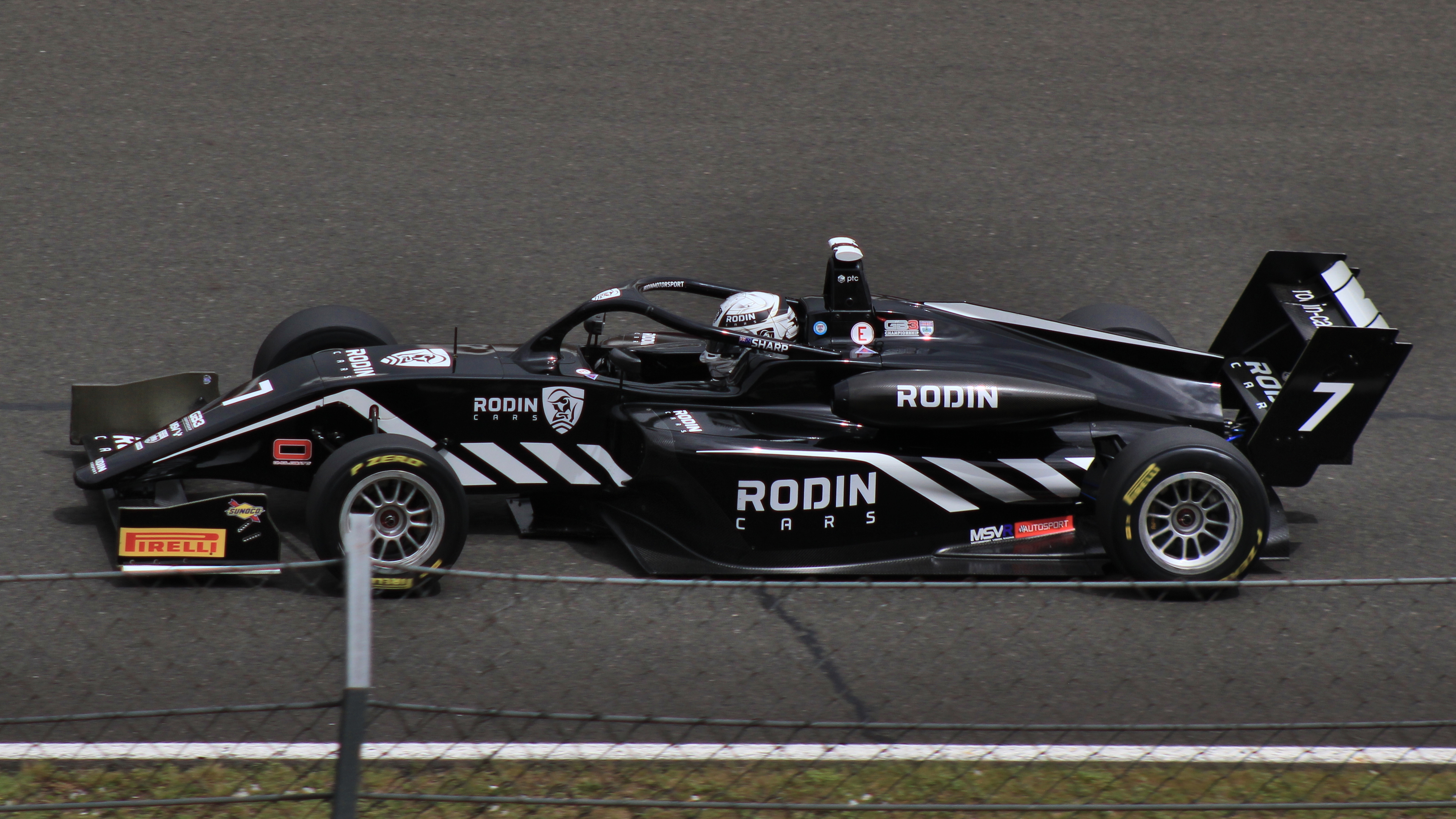
Louis Sharp en Formule 3 britannique en 2024 sur le Hungaroring.

Louis Sharp est titularisé par Rodin Motorsport dans le Championnat de Grande-Bretagne de Formule 3 2024, dont le sponsor titre Rodin prend le contrôle total de l'écurie début 2024,. Sharp commence sa saison avec une pole position lors de la première manche à Oulton Park, qu'il convertit en victoire. A nouveau en pole lors de la course suivante, il termine deuxième,,.
A Spa-Francorchamps, il décroche deux podiums avant de remporter sa seconde victoire sur le Hungaroring. Il décroche deux autres podiums à Silverstone avant de décrocher quelques semaines plus tard deux pole positions lors de l'avant dernière manche à Donington Park, qu'il convertit là aussi en victoires. Il arrive à Brands Hatch en tête du championnat où il est en lutte avec le Britannique John Bennett et le Polonais Tymek Kucharczyk. Il décroche une pole lors de la deuxième course et s'impose à l'issue de celle-ci. Il termine la dernière course du week-end à la dixième place, ce qui lui permet de remporter le titre avec un total de 478 points.

### Formule 3 FIA

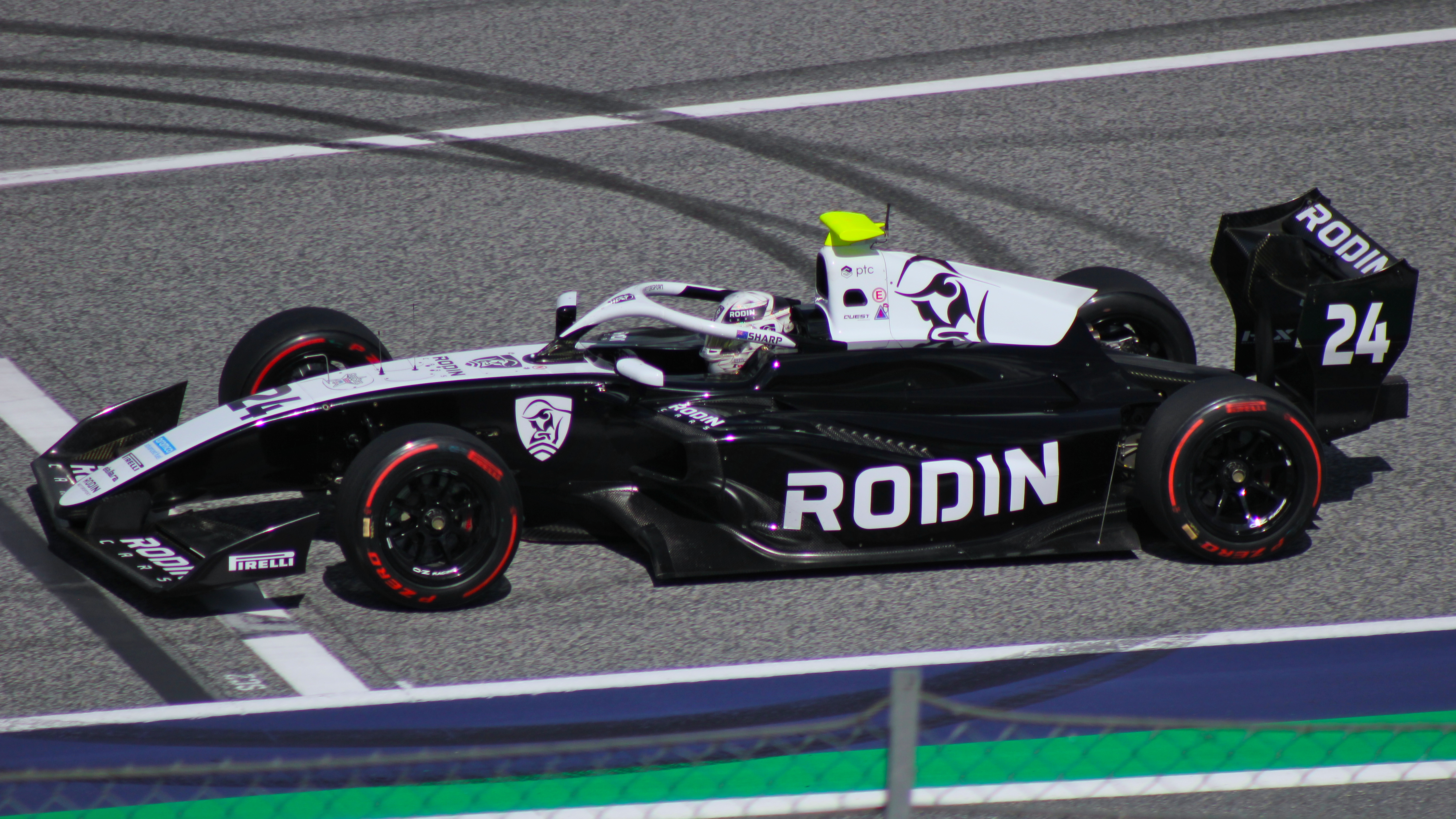
Louis Sharp en Formule 3 FIA en 2025 à Spielberg.

En septembre 2023, Louis Sharp participe aux essais d'après-saison de Formule 3 FIA à Imola, toujours avec Rodin Carlin,. Le 4 octobre 2024, quelques jours après son titre en Formule 3 britannique, son écurie annonce sa titularisation pour la saison 2025.

## Carrière

### Résultats en monoplace
| Saison    | Championnat                                 | Écurie            | Courses | Victoires | Pole positions | Meilleurs tours | Podiums | Points | Classement |
| --------- | ------------------------------------------- | ----------------- | ------- | --------- | -------------- | --------------- | ------- | ------ | ---------- |
| 2020      | Formula First Winter Series                 | Sabre Motorsport  | 6       | 1         | 0              | 0               | 6       | 375    | 5e         |
| 2021      | Formula First Nouvelle-Zélande              | Track Tec Racing  | 23      | 0         | 0              | 2               | 1       | 993    | 6e         |
| 2021-2022 | Formule 1600 - South Island Series          | écurie inconnue   | 11      | 5         | 2              | 5               | 10      | 747    | 5e         |
| 2022      | Championnat de Grande-Bretagne de Formule 4 | Carlin Motorsport | 27      | 2         | 0              | 0               | 12      | 272    | 4e         |
| 2022      | Formule 4 UAE Trophy Round                  | Carlin Motorsport | 2       | 2         | 2              | 2               | 2       | N/A    | 1er        |
| 2023      | Championnat de Grande-Bretagne de Formule 4 | Rodin Carlin      | 31      | 6         | 4              | 5               | 14      | 384    | Champion   |
| 2024      | Championnat de Grande-Bretagne de Formule 3 | Rodin Motorsport  | 23      | 5         | 5              | 1               | 9       | 478    | Champion   |
| 2025      | Formule 3 FIA                               | Rodin Motorsport  | 17      | 0         | 0              | 0               | 0       | 11     | 24e        |